# Газопереробний завод Інтісар
Газопереробний завод Інтісар – складова інфраструктури групи лівійських нафтових родовищ Інтісар.
В межах розробки групи нафтових родовищ Інтісар на двох з них – Інтісар D (відносилось до гігантських з початковими видобувними запасами у 1,8 млрд барелів, що становило понад 50% загальних запасів групи) та Інтісар E – використали метод підтримки пластового тиску шляхом нагнітання попутного газу в газову шапку (для чого використовували не лише власний ресурс, а й постачений з інших родовищ по трубопровідній системі Бу-Аттіфель/Фарег/Джахіра – Інтісар). 
В межах проекту на родовищі Інтісар А облаштували газопереробний завод, який провадив вилучення з попутного газу гомологів метану в обсягах до 20 тисяч барелів фракції С3+ на добу. Далі підготована метан-етанова фракція закачувалась під землю, при цьому станом на 1972 рік могли нагнітати біля 20 млн м3 на добу, а на початку 2000-х майданчик мав чотири компресорні лінії загальною продуктивністю 28 млн м3 (кожна з них мала два генератори Pratt & Whitney потужністю 15,8 МВт та один двостадійний компресор від Clark-Dresser), що доводили тиск до 27,6 МПа.
Для забезпечення власних потреб завод отримав опріснювальну установку продуктивністю 20 м3/година, що використовувала технологію зворотнього осмосу, та електростанцію із двох газових турбін виробництва  Siemens (25 МВт) та Pratt & Whitney (18 МВт).
Вилучена суміш зріджених вуглеводневих газів (ЗВГ) видавалась по спеціалізованому трубопроводу  Інтісар – Зувайтіна.
Станом на середину 2000-х розробка Інтісар D дійшла до стадії спрацювання газової шапки, при цьому видачу газу організували по трубопроводах Інтісар – Сахл та Інтісар – Зувайтіна (в подальшому до них мав додатись Інтісар – Серір). Що стосується газопереробного заводу, то станом на другу половину 2010-х він вже не забезпечував постачання ЗВГ до Зувайтіни.